# John Lapsley
Sir John Hugh Lapsley, KBE, CB, DFC, AFC (* 24. September 1916 in Britisch-Indien; † 21. November 1995 in Deben, Suffolk, England) war ein britischer Offizier der Royal Air Force, der als Generalleutnant (Air Marshal) zwischen 1968 und 1969 letzter Oberkommandierender des Küstenkommandos (RAF Coastal Command) sowie von 1970 bis 1973 Verteidigungsattaché und Leiter des Militärstabes an der Botschaft in den USA war.

## Leben

### Offiziersausbildung und Zeit bis zum Zweiten Weltkrieg
John Hugh Lapsley war der Sohn von Edward John Lapsley, der bei Bank of Bengal in Dacca tätig war, sowie dessen Ehefrau Norah Gladis Lapsley. Nachdem sein Vater bereits 1918 verstorben war, wurde er im Alter von zwei Jahren Halbwaise und lebte nach der erneuten Heirat seiner Mutter zusammen mit ihr sowie seinem Stiefvater auf den Falklandinseln. Er gehörte zu den nach dem ersten Chef des Luftwaffenstabes Hugh Trenchard benannten „Trenchard Brats“, die nach einer Ausbildung zum Fluggerätmechaniker ein Angebot zur Offiziersausbildung erhielten. Er selbst absolvierte die Ausbildung zum Flugzeugmechaniker zwischen 1932 und 1936 an der No 1 School of Technical Training auf dem Militärflugplatz RAF Halton und begann daraufhin 1935 seine Offiziersausbildung als Flight Cadet im C-Squadron des Royal Air Force College Cranwell. Er engagierte sich als Flight Cadet Sergeant und gewann den John Anthony Chance Memorial Prize. Nach Abschluss der Offiziersausbildung trat er am 18. Dezember 1937 als Berufssoldat (Permanent Commission) im Dienstgrad eines Leutnants (Pilot Officer) in die RAF ein und wurde zunächst Pilot in der No. 32 Squadron RAF.
Wenige Monate später wurde Lapsley am 29. März 1938 zur No. 80 Squadron RAF versetzt, das kurz darauf nach Ägypten verlegt wurde. Er nahm während des von 1936 bis 1939 dauernden Arabischen Aufstandes an Anti-Terror-Patrouilleneinsätzen für das Völkerbundsmandat für Palästina. Dabei geriet er hinter die feindlichen Linien, konnte aber fliehen, nachdem er einen Araber mit seiner goldenen Uhr bestochen hatte. Er wurde am 18. Juni 1939 zum Oberleutnant (Flying Officer) befördert.

### Zweiter Weltkrieg

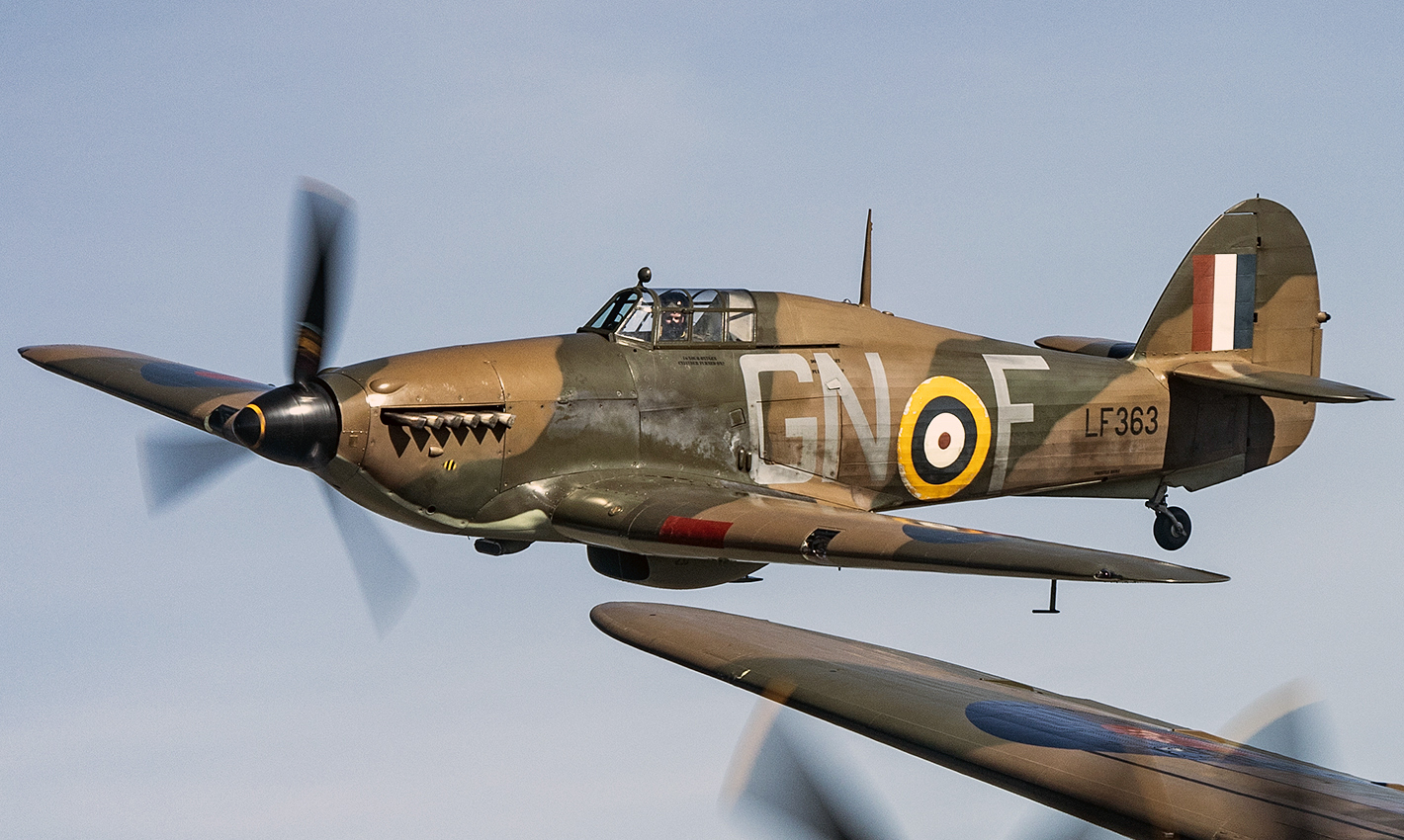
Zu Beginn des Zweiten Weltkrieges flog John Lapsley Hawker Hurricane-Jagdflugzeuge.

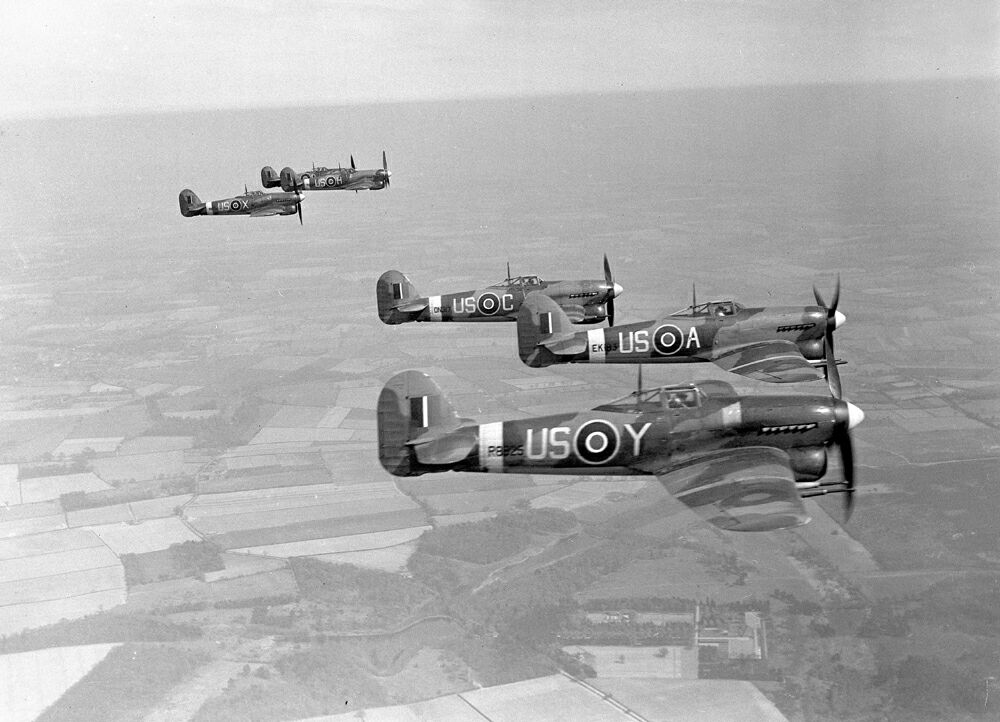
Lapsley war als Squadron Leader zwischen 1943 und 1944 Kommandeur der mit Hawker Typhoon-Kampfflugzeugen ausgestatteten No. 125 Wing RAF.

Nach Beginn des Zweiten Weltkrieges nahm John Lapsley an weiteren Einsätzen teil und besuchte zwischen dem 15. und 31. Mai 1940 an einem Lehrgang für Verbindungsoffiziere auf dem Stützpunkt Helwan teil. Am 19. August 1940 wurde er zusammen mit seinem Staffel-Kommandeur Patrick Dunn und Peter Wykeham, die beide später ebenfalls Air Marshal wurden, mit dem Aufbau der No. 274 Squadron RAF betraut. Dieses war zunächst mit Gloster Gladiator-Jagdflugzeugen ausgestattet und wurde aber bald darauf mit Hawker Hurricane-Jagdflugzeugen ausgerüstet, wodurch es die erste Staffel im Mittleren Osten mit diesen Flugzeugen war. Er wurde am 3. September 1940 zum Hauptmann (Flight Lieutenant) befördert und war kurzzeitig zwischen dem 10. und 19. September 1940 als Pilot zum No. 112 Squadron RAF abgeordnet. Am 14. Dezember 1940 wurde er zunächst Kommandeur eines Schwarms (Flight Commander) der No. 274 Squadron RAF sowie am 3. Dezember 1940 mit dem Distinguished Flying Cross (DFC) ausgezeichnet. Im Februar 1941 als Nachfolger von Squadron Leader Patrick Dunn Kommandeur (Commanding Officer) der No. 274 Squadron RAF. Seine Dienstzeit als Kommandeur der Staffel war allerdings kurz, da er am 19. April 1941 in der Nähe von Tobruk abgeschossen. Nachdem er es geschafft hatte, sein Flugzeug sicher zu verlassen, wurde er von einem Messerschmitt Bf 109-Jagdflugzeug der deutschen Luftwaffe beschossen und verwundet. Er wurde durch die Aktionen eines australischen Soldaten gerettet, der ihn unter Beschuss erreicht hatte und sich dann bis zum Einbruch der Nacht um ihn kümmerte, als ein medizinisches Team ihn erreichen konnte. Während seiner Zeit im Afrikakrieg wurden ihm elf zerstörte feindliche Flugzeuge gutgeschrieben.
Danach wurde Lapsley zur ärztlichen Versorgung und Rehabilitation nach Großbritannien gebracht. Er konnte erst nach mehreren Monaten seinen Dienst wieder aufnehmen, wobei er zunächst Offizier im Stab der No. 81 Group RAF war sowie am 1. Mai 1942 Cheffluglehrer CFI (Chief Flying Instructor) der Flugausbildungsstaffel (Advanced Training Squadron) der No. 58 Operational Training Unit RAF (58 OTU) auf dem Luftwaffenstützpunkt RAF Grangemouth wurde. Im November 1942 wurde er Kommandeur der Ausbildungseinheit (Training Wing) der No. 52 Operational Training Unit RAF auf dem Militärflughafen RAF Debden, auf dem Piloten auf Hawker Hurricane-Jagdflugzeugen ausgebildet wurden. Er wurde am 3. Februar 1943 Major im Kriegsdienst (Squadron Leader (War Service)) und am 2. Juni 1943 erstmals im Kriegsbericht erwähnt (Mentioned in dispatches). Am 26. Juni 1943 übernahm er den Posten als Kommandeur des No 125 Airfield RAF, aus dem am 12. Mai 1944 die mit Hawker Typhoon-Kampfflugzeugen ausgestattete No. 125 Wing RAF wurde. Während dieser Zeit absolvierte er im Juli 1943 einen Gasabwehr-Lehrgang für Stabsoffiziere auf dem Stützpunkt Rollestone Camp, zwischen dem 21. und dem 29. November 1943 einen Lehrgang für Heereszusammenarbeit auf dem Militärflugplatz RAF Old Sarum sowie vom 23. bis 31. Januar 1944 einen Lehrgang für kombinierte Operationen auf dem Stützpunkt Largs. Für seine Verdienste wurde er am 8. Juni 1944 mit dem Offizierskreuz des Order of the British Empire (OBE) ausgezeichnet und am 14. Juli 1944 Leitender Kampfflugzeugkontrolleur der Zweiten Taktischen Luftflotte 2TAF (RAF Second Tactical Air Force). Kurz vor Kriegsende wurde er am 23. Januar 1945 zum Major (Squadron Leader) befördert, wobei diese Beförderung auf den 1. Dezember 1941 zurückdatiert wurde.

### Nachkriegszeit und Aufstieg zumAir Marshal

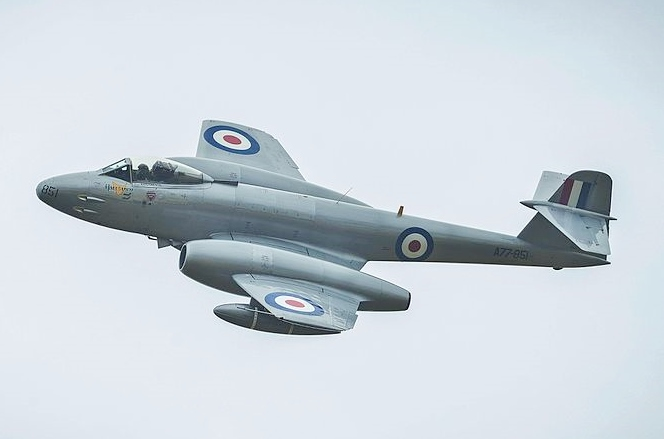
Nach Ende des Zweiten Weltkrieges war Lapsley zwischen 1947 und 1948 Kommandeur der mit Gloster Meteor-Jagdflugzeugen ausgestatteten No. 74 Squadron RAF.

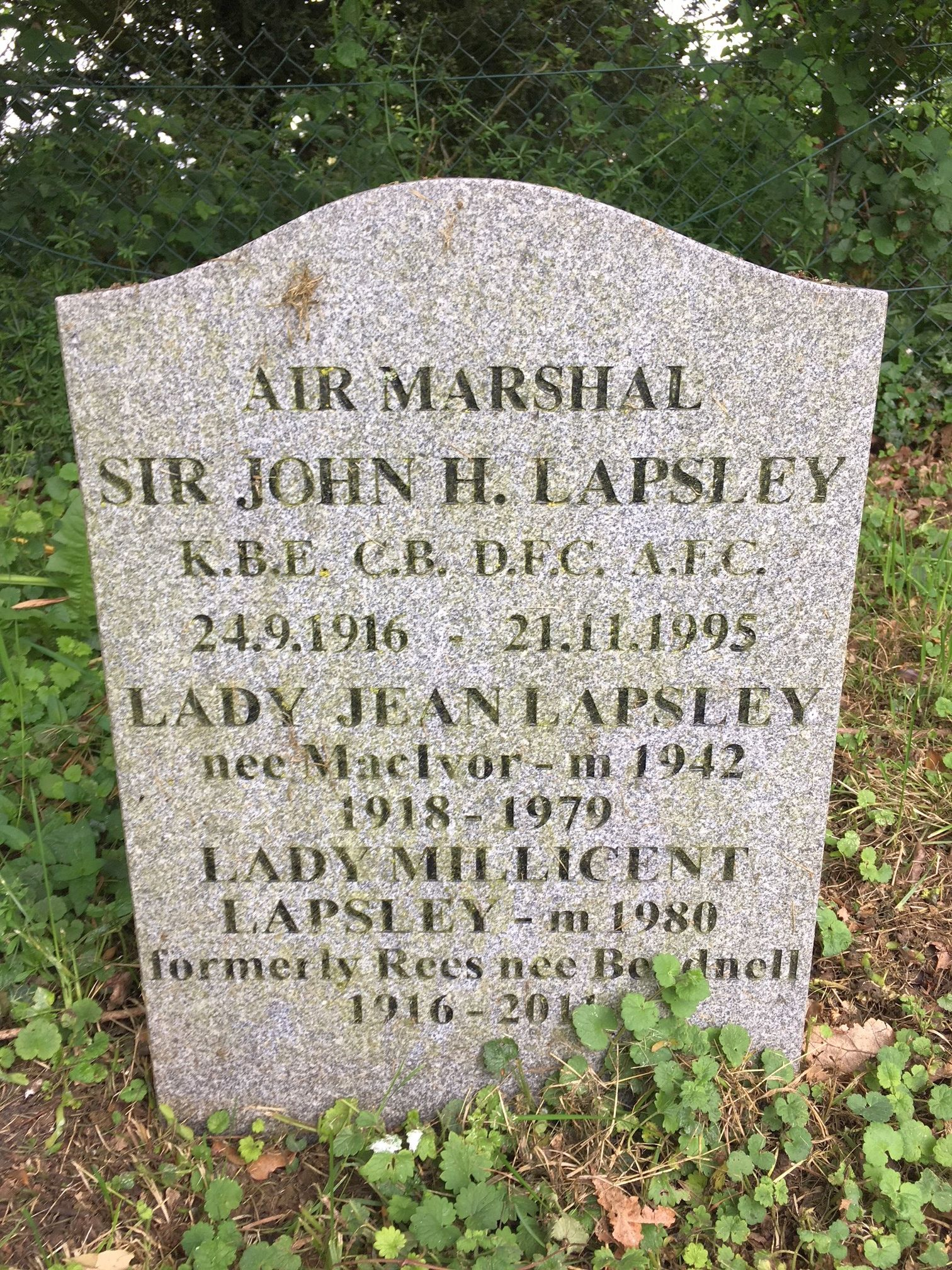
Grabstein von Sir John Lapsley.

Nach Kriegsende besuchte Lapsley, der am 1. Januar 1946 noch einmal im Kriegsbericht erwähnt wurde, 1946 das Royal Air Force Staff College Bracknell und wurde nach deren Abschluss 1946 Referent im Referat Grundsatzpolitik des Luftwaffenstabes. Im April 1947 übernahm er den Posten als Kommandeur des No. 74 Squadron RAF und bekleidete diesen bis August 1948. Die auf dem Stützpunkt RAF Horsham St Faith stationierte Staffel war zunächst mit strahlgetriebenen Jagdflugzeugen vom Typ Gloster Meteor F.3 ausgestattet, die in der Folgezeit auf die mit verstärktem Rumpf und Derwent-5-Triebwerken verbesserten Gloster Meteor F.4 umgestellt wurde. Nach seiner Beförderung zum Oberstleutnant (Wing Commander) am 1. Januar 1949 wurde er Kommandeur der ebenfalls auf dem Militärflugplatz RAF Horsham St Faith befindlichen Luftkampfentwicklungsstaffel (Air Fighting Development Squadron) und hatte diese Funktion bis 1951 inne. In dieser Zeit wurde ihm 8. Juni 1950 auch das Air Force Cross (AFC) verliehen. Danach war zwischen 1951 und 1953 Fliegerischer Kommandeur der Zentralen Flugeinrichtung CFE (Central Flying Establishment) sowie von 1953 bis 1954 Offizier im Stab des Luftangriffskommandos (RAF Fighter Command), ehe er zwischen 1954 und 1956 Kommandant des Luftwaffenstützpunktes RAF Wahn war. Nach seiner Beförderung zum Oberst (Group Captain) am 1. Juli 1956 wurde er Offizier im Stab der Zweiten Taktischen Luftflotte 2TAF (RAF Second Tactical Air Force) und war daraufhin vom 15. September 1958 bis zum 10. Februar 1961 im Luftwaffenstab stellvertretender Leiter des Referats für gemeinsame Planungen (Deputy Director of Joint Plans).
Nach seiner Beförderung zum Brigadegeneral (Air Commodore) am 1. Januar 1961 kehrte John Lapsley am 10. Februar 1961 zur Zweiten Taktischen Luftflotte 2TAF zurück und war dort bis 1963 stellvertretender Chef des Stabes (Deputy Chief of Staff, HQ 2nd Tactical Air Force). Nachdem er im Anschluss das Imperial Defence College (IDC) in London besucht hatte, wurde er am 1. April 1964 Sekretär des Ausschusses der Stabschefs sowie Direktor des Verteidigungsoperationsstabes (Secretary of Chief of Staff’s Committee/Director, Defence Operations Staff) und bekleidete diese Funktion bis Ende 1966. Er war damit ein enger Mitarbeiter des damaligen Chefs des Verteidigungsstabes (Chief of the Defence Staff), Admiral of the Fleet Louis Mountbatten, 1. Earl Mountbatten of Burma beziehungsweise ab dem 15. Juli 1965 von dessen Nachfolger Field Marshal Richard Hull. In dieser Verwendung wurde er am 1. Januar 1965 zum Generalmajor (Air Vice-Marshal) befördert sowie am 11. Juni 1966 Companion des Order of the Bath (CB). Am 9. Februar 1967 übernahm er den Posten als Kommandeur AOC (Air Officer Commanding) der No. 19 (Reconnaissance) Group und bekleidete diesen bis August 1968.
Am 2. September 1968 löste Lapsley Air Marshal Paul Davie Holder als Oberkommandierender des Küstenkommandos (Air Officer Commanding-in-Chief, RAF Coastal Command) ab. Er war letzter Oberkommandierender des Kommandos, das am 28. November 1969 aufgelöst wurde. In Personalunion war er zwischen September 1968 und November 1969 Kommandeur der Seeluftstreitkräfte des Ostatlantik- und Ärmelkanalkommandos (Commander Maritime Air, Eastern Atlantic Area & Channel Command). Am 14. Juni 1969 wurde er zum Knight Commander des Order of the British Empire (KBE) geschlagen und führte seither den Namenszusatz „Sir“. Darüber hinaus wurde er am 1. Juli 1969 zum Generalleutnant (Lieutenant-General) befördert. Zuletzt wurde er am 28. Mai 1970 Nachfolger von Generalleutnant Sir George Lea als Verteidigungsattaché und Leiter des Militärstabes an der Botschaft in den USA und bekleidete diese Funktion bis Juni 1973, woraufhin Admiral Sir Ian Easton seine Nachfolge antrat. Am 6. Oktober 1969 trat er in den Ruhestand.
In seinem Ruhestand engagierte sich Sir John Lapsley von 1974 bis 1975 als Generaldirektor des Save the Children-Fonds sowie seit 1975 als Mitglied des Beirates der Pensionsgesellschaft für Offiziere (Officer’s Pension Society). Ferner war er zwischen 1978 und 1983 Direktor der Falkland Island’s Research & Development Association Ltd. 1979 begann er zudem sein Engagement in der Kommunalpolitik als Mitglied des Suffolk Coastal District Council, dessen Vorsitzender er von 1983 bis zu seinem Rücktritt 1987 war. Lapsley war zweimal verheiratet, und zwar in erster Ehe 1942 mit Jean MacIvor Lapsley (1918–1979) sowie von 1980 bis zu seinem Tode 1995 mit Millicent Bednell Lapsley (1916–2011).